# New York állam zászlaja
A pajzson a Hudson folyó látképe; a felkelő nap a fényes jövő jelképe. A Szabadság és az Igazság istenasszonyai tartják a pajzsot.